# Ятом, Дани
Дани Ятом (ивр. דני יתום‎, при рождении Юсим; род. 15 марта 1945, Нетания, подмандатная Палестина) — израильский политик и государственный деятель, директор разведслужбы Моссад (1996—1998), советник бывшего премьер-министра Израиля Эхуда Барака по вопросам безопасности (1999—2001), член Кнессета 16-го и 17-го созывов от партии Авода.

## Биография
Дани Ятом родился 15 марта 1945 года в семье владельца рыбного магазина, прибывшего в подмандатную Палестину из Секурен. После окончания школы в 1963 году был призван в армию.
Служил в Армии обороны Израиля с 1963 по 1996 годы. Сначала в спецназе Генерального штаба Сайерет Маткаль, где дослужился до должности заместителя командира, затем в танковых войсках и в Генеральном штабе. Командовал Центральным военным округом.
В мае 1972 года во время службы в спецназе принимал участие в операции по освобождению 99 заложников из захваченного террористами группировки «Чёрный сентябрь» самолёта в аэропорту Тель-Авива. В 1972 году перешёл в танковые войска и в октябре 1973 года принимал участие в боевых действиях в Войне Судного дня.
Затем работал в Министерстве обороны и одновременно учился в Еврейском университете в Иерусалиме. После окончания университета получил степень бакалавра по математике, физике и компьютерным наукам.
В 1985 году назначен командиром танковой бригады, в 1987 году — начальником отдела планирования Министерства обороны с присвоением звания генерал-майора. В 1990 году назначен командующим Центральным военным округом.
С 1996 по 1998 годы руководил внешней разведкой «Моссад». Самым большим провалом «Моссад» под руководством Ятома была неудачная попытка покушения на руководителя террористической организации «Хамас» Халеда Машаля в Иордании.
С 2003 до 2008 года был депутатом Кнессета. В июне 2008 года Ятом подал в отставку с депутатского поста в знак протеста против политики правительства Эхуда Ольмерта.

«Добиваться политического выживания — единственная цель израильского руководства. Моральные и этические кодексы, которые когда-то были фундаментом, на сегодня подорваны»

## Семья
Родной брат Дани Ятома — Эхуд Ятом — работал в «Общей службе безопасности» и был фигурантом скандала «Дело о маршруте номер 300» в связи с убийством задержанных террористов.
Двоюродным братом отца был бразильский писатель и переводчик Цви Юсим.